# Alexandru M. Petrescu
Alexandru M. Petrescu (n. 1893 – d. 1977) a fost un general român care a luptat în cel de-al Doilea Război Mondial.

## Biografie
A absolvit Școala de Ofițeri de infanterie în 1916 și a fost înaintat la gradul de locotenent-colonel la 1 octombrie 1937.
A luptat în cel de-al Doilea Război Mondial, fiind înaintat la 11 noiembrie 1941 la gradul de colonel, cu vechimea de la 31 octombrie 1941.
A fost decorat la 4 august 1945 cu Ordinul Militar „Mihai Viteazul” cu spade, clasa III, „pentru destoinicia, curajul și spiritul de
sacrificiu de care a dat dovadă atât în acțiunea de cucerirea Aeroportului Arad, cât și în acțiunea de apărare de pe poziția dela Păuliș Gioroc cu cele 2 bat. ale sale de elevi, întărit cu un Divizion de Artilerie Grea, interzice pătrunderea inamicului în defileul Mureșului, asigurând prin aceasta debușarea trupelor sovietice”.

## Decorații
- Ordinul „Mihai Viteazul” cu spade, cl. a III-a (4 august 1945)[2]
- Ordinul „23 August” clasa a IV-a (12 august 1959) „pentru contribuție activă la întărirea regimului democrat-popular”[3]
- Ordinul „23 August” clasa a III-a (10 august 1964) „pentru merite deosebite în opera de construire a socialismului, cu prilejul celei de a XX-a aniversări a eliberării patriei”[4]